# فوکه-وولف تا ۱۵۲
فوکه-وولف تا ۱۵۲ (به آلمانی: Focke-Wulf Ta 152) یک هواگرد جنگنده رهگیر ارتفاع بلند ساخت شرکت فوکه-وولف در آلمان بود که بر مبنای جنگنده اف‌و ۱۹۰دی-۹ طراحی شد و اواخر جنگ جهانی دوم در لوفت‌وافه خدمت کرد. قسمت «تا» در عنوان این هواگرد مخفف نام طراح آن، کورت تانک، است.
تا ۱۵۲ها، نخستین مدل تولیدی این هواگرد، در ارتفاع بالا پر سرعت‌تر از هر جنگنده متفقین بود. پیش‌نمونه آن اواخر سال ۱۹۴۴ به پرواز درآمد و تولید از ماه ژانویه سال ۱۹۴۵ آغاز شد. در مجموع حدود ۱۵۰ فروند از تا ۱۵۲ تولید گردید و در اختیار مرکز آزمایش رشلین و جناح ۳۰۱ شکاری که موظف به دفاع از پایگاه‌های جنگنده‌های ام‌ایی ۲۶۲ بودند، قرار گرفت.

## مشخصات
- خدمه: ۱ نفر
- طول: ۱۰ متر
- فاصله دو سر بال: ۱۴ متر
- حداکثر وزن برخاست: ۵٫۲۱۷ کیلوگرم
- حداکثر سرعت: ۷۵۹ کیلومتر بر ساعت

## مشخصات فنی
تا ۱۵۲:
مشخصات عمومی
- خدمه: ۱ نفر
- طول: ۱۰٫۷۱ متر
- طول بال: ۱۴٫۴۳ متر
- ارتفاع: ۳٫۳۵ متر
- وزن بارگذاری‌شده: ۴٬۷۴۴ کیلوگرم

- نیرومحرکه: ۱ × موتور وی ۱۲ سیلندر یونکرس یومو ۲۱۳ایی-۳ خنک‌شونده با مایع: ۱٬۲۰۰ اسب بخار

عملکرد
- حداکثر سرعت: ۷۵۹ کیلومتر بر ساعت در ۱۲٬۵۰۰ متری
- سقف پرواز: ۱۴٬۸۰۰ متر
- برد: ۱٬۲۱۵ کیلومتر

تسلیحات
- ۲ × توپ خودکار ۲۰ میلی‌متری ام‌گه ۲۰/۱۵۰ در بال‌ها
- ۱ × توپ خودکار ۳۰ میلی‌متری ام‌کا ۱۰۸ روی موتور